# Виолетка
Виолетката, още боровинка или синьовица (Clitocybe nuda), е ядлива базидиева гъба от род Clitocybe.

## Характерни белези

### Гугла
Диаметърът на гуглата е от 6 до 15 cm. Първоначално е полусферична, по-късно разперена до почти плоска. На цвят е сивовиолетова до кафявовиолетова (при младите екземпляри ярковиолетова). В средата има кафеникав кръг. При по старите екземпляри загубва яркост и става белезникавовиолетова. Повърхността е гола, гладка, във влажно време става лепкава. Ръбът първоначално е подвит навътре, по-късно се изправя.

### Месо
Месото е дебело, меко и крехко. Има бледовиолетов цвят.

### Ламели
Ламелите са разположени гъсто. Те са тънки с размери 5 – 7 mm. Лесно се отделят от месото. Не се допират до пънчето. Имат виолетов цвят.

### Споров прашец
Споровият пращец е сиворозов.

### Пънче
Пънчето е с размери 4 – 8 cm височина и 1 – 3 cm дебелина. Има цилиндрична форма. Плътно и еластично. В долната част има задебеление, което прилича на луковица. На цвят виолетово до кафявовиолетово.

## Събиране, съхранение и използване в кулинарията
Виолетката расте върху почва в иглолистни гори, но се среща по-рядко и в широколистни гори, габрови гори и храсталаци през есента (от септември до ноември). Най-често се среща на самодивски кръгове от по 10 – 20 гъби. Виолетката е много добра ядлива гъба с приятен вкус и гъбен аромат близък до този на плодовете. Подходяща е за консумиране в прясно състояние (за супи, ястия, задушена или пържена) и за консервиране след стерилизация. Не се препоръчва за консумация в сурово състояние (най-вече за салати), тъй като предизвиква стомашно разстройство със слаби болки и диария. Не е подходяща за сушене.

## Двойници
Виолетката няма отровен двойник. Може да бъде сбъркана от неопитни гъбари със също ядливата ливадна виолетка (Clitocybe saeva syn. Lepista personata).